# Myślino
Myślino – wieś w północno-zachodniej Polsce, położona w województwie zachodniopomorskim, w powiecie kołobrzeskim, w gminie Gościno, nad strugą Gościnką.
Według danych z 30.06.2014 wieś miała 142 stałych mieszkańców.
Historia wsi liczy sobie ponad 680 lat, została ona wymieniona w dokumencie z 1323 r. określającym uposażenie kościoła w Gościnie. Przez następne cztery wieki była lennem rodu von Blanckenburg. W 1768 r. właścicielem dóbr myślińskich został Franciszek Wolf ze Szczecina. Od 1859 r. Myślino przeszło we władanie rodziny von Gelsdorff i było w jej posiadaniu do końca II wojny światowej.
Wieś tworzy "Sołectwo Myślino", obejmujące tylko Myślino. Rada sołecka, która wspomaga sołtysa może się składać od 3 do 6 członków, a ich liczbę ustala zebranie wiejskie.
Mieszkańcy Sołectwa Myślino i Sołectwa Robuń wybierają wspólnie 1 z 15 radnych do Rady Gminy w Gościnie.

## Zabytki
- zespół pałacowy, poł. XIX, nr rej.: 977 z 28.01.1978[7]:
  - pałac
  - park.